# ونیز (لس آنجلس)
ونیز، لس آنجلس (به انگلیسی: Venice, Los Angeles) یک شهرک در ایالات متحده آمریکا است که در لس آنجلس واقع شده‌است.

## نگارخانه

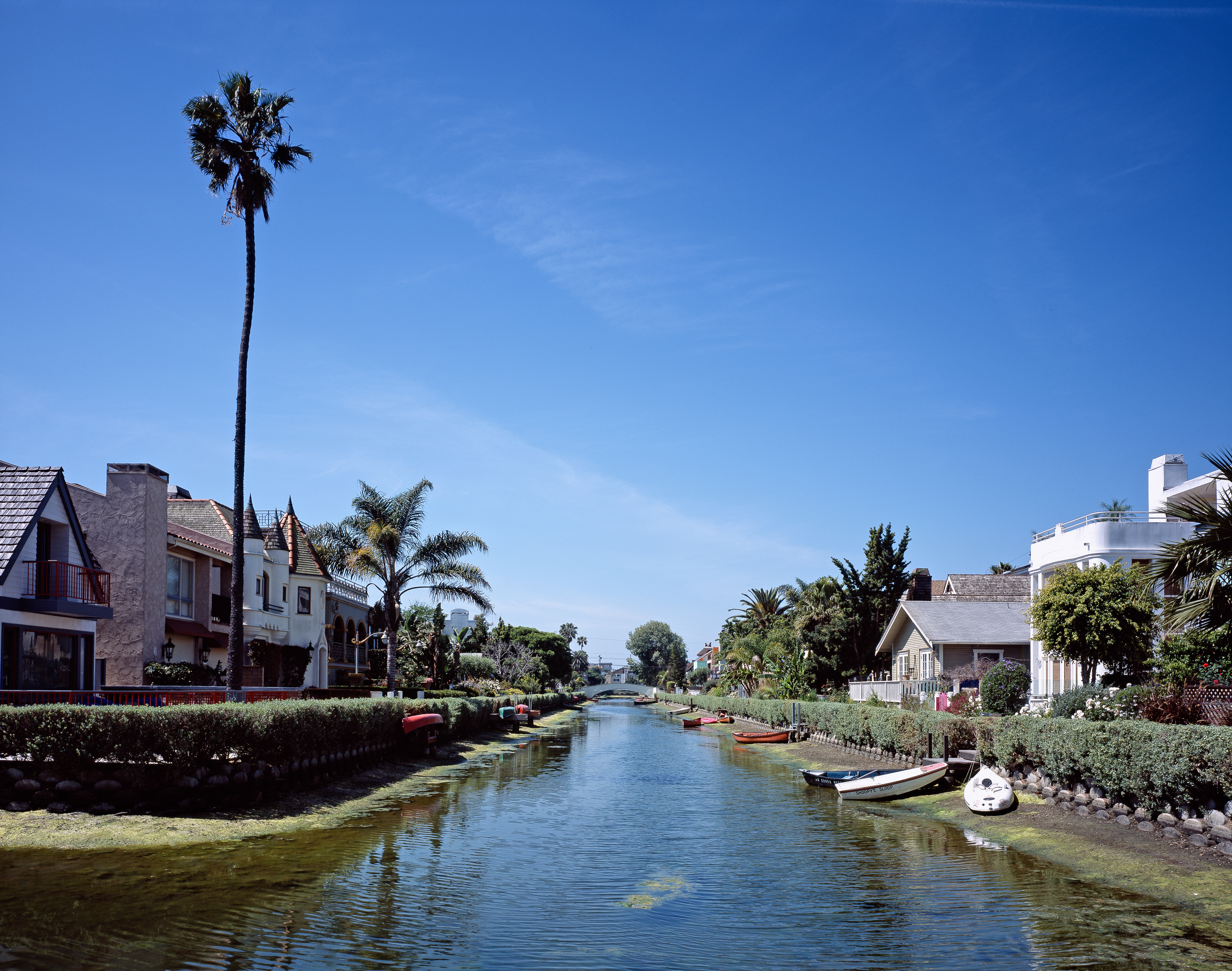
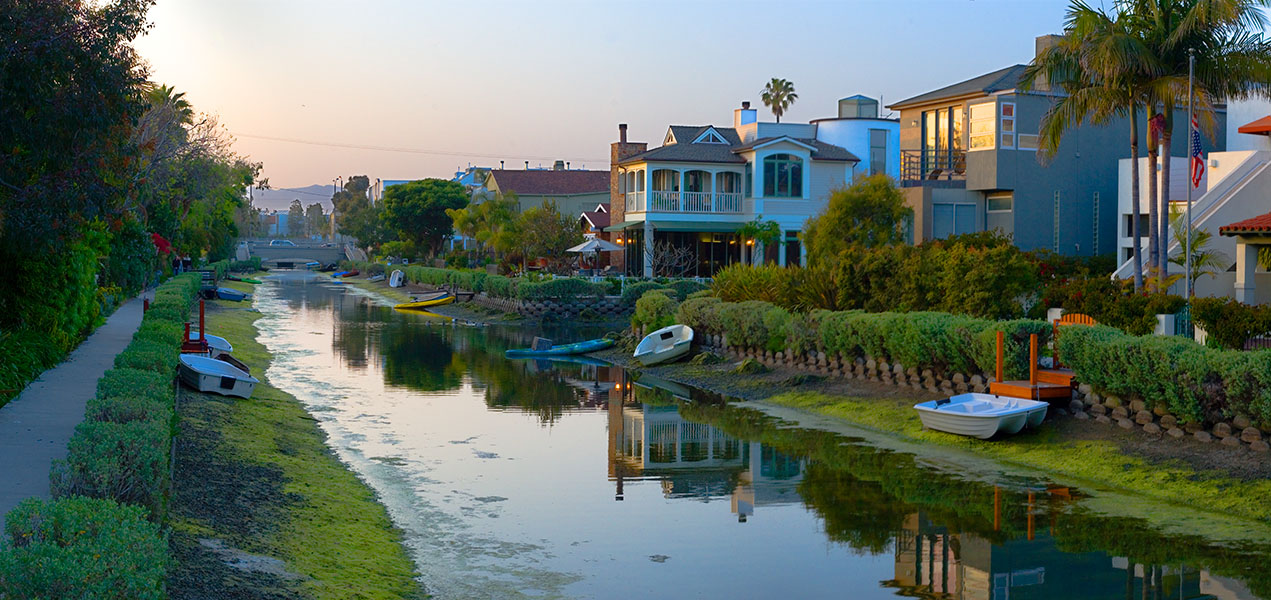
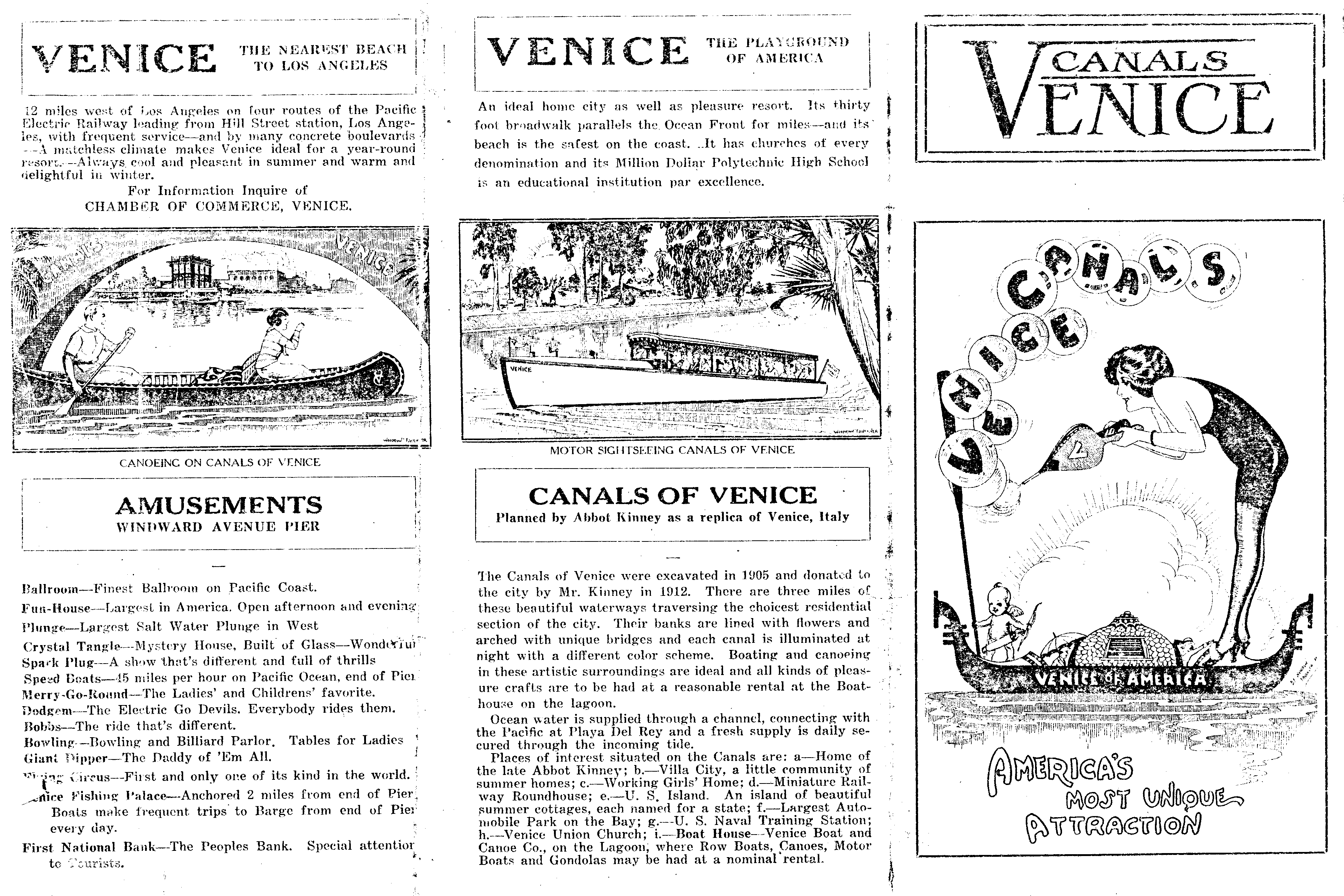

## خصوصیات
ونیز ۴۰٬۸۸۵ نفر جمعیت دارد.